# Citrus County
Das Citrus County ist ein County im Bundesstaat Florida der Vereinigten Staaten. Der Verwaltungssitz (County Seat) ist Inverness. Das Citrus County nennt sich selbst Floridas kleiner Riese.

## Geschichte
Das Citrus County wurde am 2. Juni 1887 aus dem Hernando County gebildet und benannt nach den zu Tausenden gepflanzten Zitronenbäumen und der Zitronen-Industrie, dem damals wichtigsten Produktionszweig.
Vor den Ansiedlungsplänen der noch jungen amerikanischen Republik nahmen die Seminolen dieses Gebiet in Besitz um hier ihren Widerstand zu leisten. Der große Seminolen-Häuptling Osceola hatte sein Hauptquartier in den dichten östlichen Wäldern entlang der Ufer des Withlacoochee River und des Tsala Apopka Sees. Die Seminolen verloren diesen letzten Krieg und wurden Richtung Westen vertrieben. 1842 ermutigte der Kongress die Menschen zur Ansiedlung in diesem Gebiet. Das Gesetz gewährte jedem Mann ein Grundstück in der Größe von 160 Acres, der einen Revolver und Munition hatte, ein Haus baute, 5 Acres dieses Landes kultivierte und dort mindestens 5 Jahre wohnen blieb.
Das Gebiet wurde binnen kürzester Zeit von Kolonisten besiedelt, die dieses Angebot nutzten. Das Gebiet hatte reichlich Bauholz und Ackerland zu bieten. Während des folgenden Krieges wurde eine Zuckerfabrik am Homosassa River gebaut, aus der Zucker an die Konföderierten geliefert werden konnte. Der industriemäßige Anbau der Zitrusfrucht entwickelte sich als erstes im Osten des County und war nach dem Krieg ein wichtiger Wirtschaftsfaktor. 1894 endete der Zitrus-Boom. Aber zur gleichen Zeit wurden große Phosphat-Lager entdeckt, die einen neuen wirtschaftlichen Boom auslösten. Der Phosphat-Abbau brachte viele Arbeitsplätze, sodass sogar Arbeiter aus Georgia und South Carolina angeworben wurden. Zu dieser Zeit hatte das County bereits an die 10.000 Einwohner.
Der Erste Weltkrieg beendete den Export des Phosphats nach Europa, die Zechen schlossen und die Bevölkerung begann abzunehmen. Das Gebiet wurde wieder ein hauptsächlich landwirtschaftlich genutztes County, bis die große „Rentner-Wanderung“ begann, bei der sich Tausende aus dem kühleren Norden eine Wohnung im Süden suchten. Heute hat das County über 100.000 Einwohner.

## Geographie
Das County hat eine Fläche von 2002 Quadratkilometern, wovon 490 Quadratkilometer Wasserfläche sind. Es grenzt im Uhrzeigersinn an folgende Countys: Levy County, Marion County, Sumter County und Hernando County.
Das County wird vom Office of Management and Budget zu statistischen Zwecken unter dem Namen Homosassa Springs, FL Metropolitan Statistical Area geführt.

## Demografische Daten
Nach der Volkszählung im Jahr 2010 lebten im Citrus County 141.236 Menschen in 78.026 Haushalten. Die Bevölkerungsdichte betrug 93,4 Einwohner pro Quadratkilometer. Ethnisch betrachtet setzte sich die Bevölkerung zusammen aus 93,0 % Weißen, 2,8 % Afroamerikanern, 0,3 % Indianern und 1,4 % Asian Americans. 0,8 % waren Angehörige anderer Ethnien und 1,6 % verschiedener Ethnien. 4,7 % der Bevölkerung bestand aus Hispanics oder Latinos.
Im Jahr 2010 lebten in 19,8 % aller Haushalte Kinder unter 18 Jahren sowie 48,5 % aller Haushalte Personen mit mindestens 65 Jahren. 65,3 % der Haushalte waren Familienhaushalte (bestehend aus verheirateten Paaren mit oder ohne Nachkommen bzw. einem Elternteil mit Nachkomme). Die durchschnittliche Größe eines Haushalts lag bei 2,20 Personen und die durchschnittliche Familiengröße bei 2,63 Personen.
17,7 % der Bevölkerung waren jünger als 20 Jahre, 14,9 % waren 20 bis 39 Jahre alt, 26,4 % waren 40 bis 59 Jahre alt und 41,0 % waren mindestens 60 Jahre alt. Das mittlere Alter betrug 54 Jahre. 48,4 % der Bevölkerung waren männlich und 51,6 % weiblich.
Das jährliche Durchschnittseinkommen eines Haushalts betrug 39.034 USD, dabei lebten 16,5 % der Bevölkerung unter der Armutsgrenze.
Im Jahr 2010 war englisch die Muttersprache von 93,47 % der Bevölkerung, spanisch sprachen 3,14 % und 3,39 % hatten eine andere Muttersprache.

## Kultur und Sehenswürdigkeiten

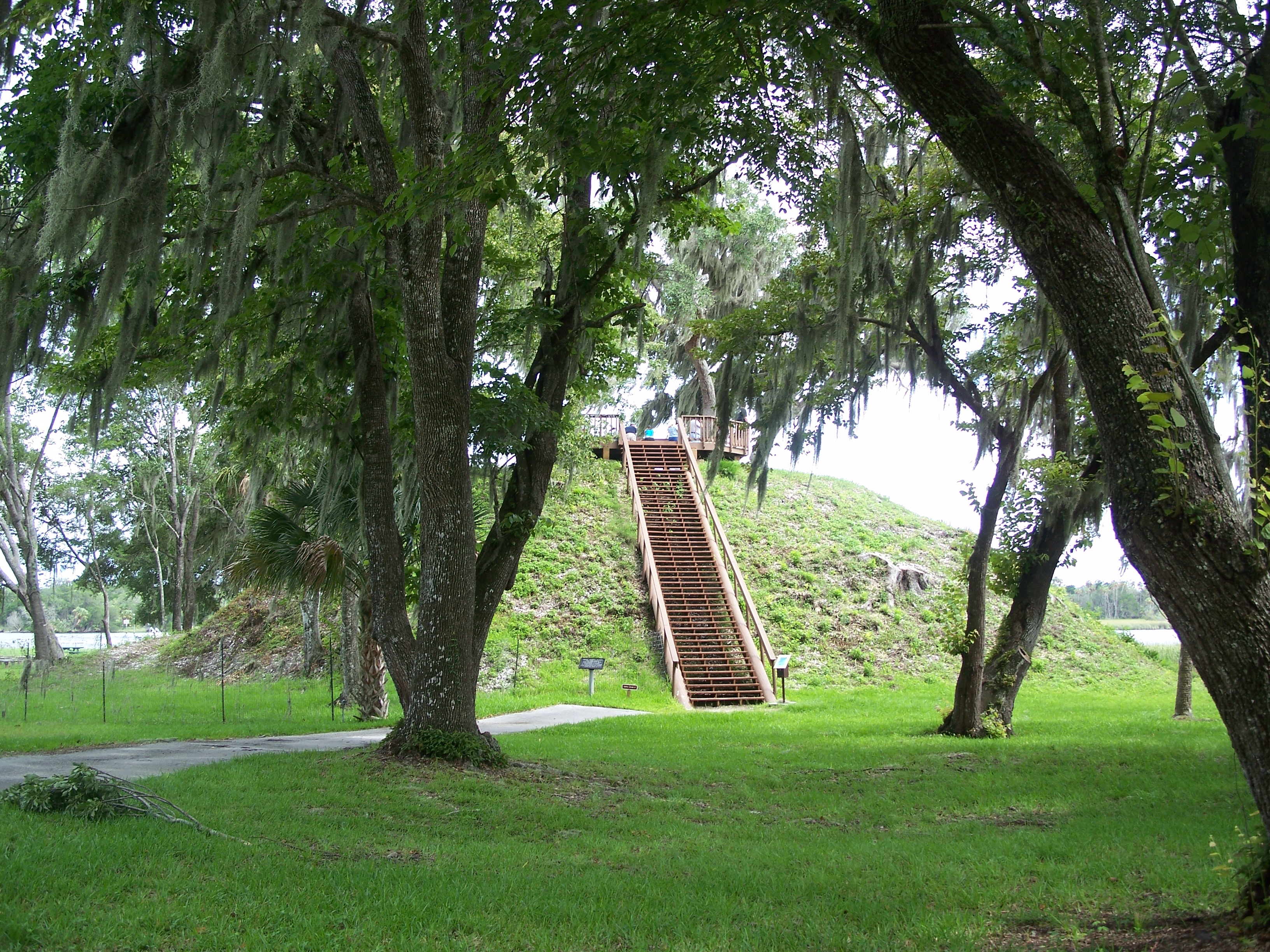
Crystal River Indian Mounds (2011). Diese im Crystal River Archaeological State Park liegende Fundstätte geht auf das fünfte Jahrhundert v. Chr. zurück. Im September 1970 wurde die Stätte in das NRHP eingetragen. Im Juni 1990 erhielten die Crystal River Indian Mounds den Status eines National Historic Landmarks zuerkannt.

Zehn Bauwerke, Stätten und historische Bezirke (Historic Districts) im Citrus County sind im National Register of Historic Places („Nationales Verzeichnis historischer Orte“; NRHP) eingetragen (Stand 16. Januar 2023), darunter haben die Crystal River Indian Mounds den Status eines National Historic Landmarks („Nationales historisches Wahrzeichen“).

## Weiterführende Bildungseinrichtungen
- International College in Hernando
- Central Florida Community College in Lecanto

## Orte im Citrus County
Orte im Citrus County mit Einwohnerzahlen der Volkszählung von 2010:
Cities:
- Crystal River – 3.108 Einwohner
- Inverness (County Seat) – 7.210 Einwohner

Census-designated places:
- Beverly Hills – 8.445 Einwohner
- Black Diamond – 1.101 Einwohner
- Citrus Hills – 7.470 Einwohner
- Citrus Springs – 8.622 Einwohner
- Floral City – 5.217 Einwohner
- Hernando – 9.054 Einwohner
- Homosassa – 2.578 Einwohner
- Homosassa Springs – 13.791 Einwohner
- Inverness Highlands North – 2.401 Einwohner
- Inverness Highlands South – 6.542 Einwohner
- Lecanto – 5.882 Einwohner
- Pine Ridge – 9.598 Einwohner
- Sugarmill Woods – 8.287 Einwohner